# Their Rooms
A Their Rooms a dél-koreai JYJ koreai nyelvű középlemeze, melyet „zenei esszé” formában adtak ki egy fotókönyvvel együtt. Az albumból előrendeléssel 150 000 példányt adtak el. A dalokat tavaszi ázsiai turnéjukon mutatták be élőben. A számokat az együttes tagjai komponálták.

## Számlista
| 1.    | Mission                                                    | Juno           | Kim Dzsunszu   | 4:05 |
| 2.    | Nine                                                       | Kim Dzsedzsung | Kim Dzsedzsung | 5:09 |
| 3.    | 삐에로 Ppiero (Pierrot)                                    | Kim Dzsedzsung | Kim Dzsedzsung | 4:27 |
| 4.    | 낙엽 Nakjop (Fallen Leaves)                                | Kim Dzsunszu   | Kim Dzsunszu   | 5:01 |
| 5.    | I.D.S (I Deal Scenario)                                    | Kim Dzsedzsung | Kim Dzsedzsung | 3:30 |
| 6.    | 이름없는 노래 Part1 Irumopsznun nore (Nameless Song Part1) | Pak Jucshon    | Pak Jucshon    | 8:04 |
| 30:12 |                                                            |                |                |      |